# باول ر. مارتن
باول ر. مارتن (بالإنجليزية: Paul R. Martin)‏ هو عالم نفس أمريكي، ولد في 28 يونيو 1946 في الولايات المتحدة، وتوفي في 14 أغسطس 2009 في أوهايو في الولايات المتحدة.